# Österreichischer Frauen-Fußballcup 1987/88
Der Österreichische Frauen-Fußballcup wurde in der Saison 1987/88 unter dem Namen ÖFB-Frauen-Fußball-Cup, ausgerichtet vom Wiener Fußball-Verband, zum 16. Mal ausgespielt. Den Pokal gewann zum siebten Mal der USC Landhaus.

## Teilnehmende Mannschaften
Für den österreichischen Frauen-Fußballcup hätten sich anhand der Teilnahme der Ligen der Saison 1987/88 folgende 17(!!) Mannschaften, die nach der Saisonplatzierung der Frauen-Bundesliga 1986/87 und der Damenliga Ost 1986/87 geordnet sind, qualifiziert. Teams, die als durchgestrichen gekennzeichnet sind, nahmen am Wettbewerb aus diversen Gründen nicht am Wettbewerb teil oder sind zweite Mannschaften und spielten daher nicht um den Pokal mit. Weiters konnten noch Vertreter aus den anderen Bundesländern teilnehmen.
| Frauen-Bundesliga (10) | Frauenliga Ost (7) | Meister oder Meistervertreter aus den anderen Bundesländern (0)                                                                   |
| --- | --- | --- |
| - 1. DFC Leoben (ST) - Union Kleinmünchen (OÖ) - DFC Ostbahn XI (W) - USC Landhaus (W) (C) - SC Brunn am Gebirge (NÖ) - KSV Wiener Berufsschulen (W) - LUV Graz (ST) - ESV Stadlau/Kaisermühlen (W) - DFC Heidenreichstein (NÖ) (N) - DFC St. Peter am Ottersbach (NÖ) (N) | - ASV Vösendorf (W) - USC Landhaus II (W) - DFC Obersdorf (NÖ) - DFC Ostbahn XI II (W) - SC Stetteldorf (NÖ) - SC Krems (NÖ) (N) - SC Neunkirchen (NÖ) (N) - ESV Parndorf (B) (N) - SV Wienerfeld (W) (N) | Es gibt keine Informationen über weitere Vertreter aus den Bundesländern, obwohl auch Bundesländer-Vereine startberechtigt wären. |
| Erläuterungen Länderkürzel: (B): Burgenland, (OÖ): Oberösterreich, (NÖ): Niederösterreich, (ST): Steiermark, (T): Tirol, (W): Wien | | |

| (C) | amtierender Cupsieger 1986/87    |
| (A) | Absteiger der Saison 1987/88     |
| (N) | Neuaufsteiger der Saison 1987/88 |

## Turnierverlauf
Es liegen nur die Ergebnisse von ein paar Begegnungen vor dem Finale vor.
Finale

Das Finale wurde im Franz-Horr-Stadion in Wien ausgetragen.
| Datum        |              | Ergebnis |                     |
| ------------ | ------------ | -------- | ------------------- |
| keine Angabe | USC Landhaus | 3:1      | SC Brunn am Gebirge |